# Bhutan Airlines
Tashi Air Pvt. Sp. z o.o , działająca jako Bhutan Airlines, jest pierwszą prywatną linią lotniczą Bhutanu.  Jej główna siedziba znajduje się w Thimphu.

## Historia
Linia lotnicza, znana wówczas jako Tashi Air, została uruchomiona 4 grudnia 2011 r. Linia lotnicza jest spółką zależną Tashi Group.   Linia lotnicza rozpoczęła regularne regularne loty do Bathpalathang i Yonphula w dniu 18 grudnia 2011 r.  Jednak po zaledwie sześciu miesiącach działalności linia lotnicza zwróciła się do rządu Bhutanu o zgodę na zawieszenie lotów krajowych.
Linia lotnicza wznowiła usługi 10 października 2013 r. jako Bhutan Airlines, po uzyskaniu leasingu z załogą pojedynczego samolotu Airbus A320 od litewskiej firmy. Początkowo oferowano loty do Kalkuty i dalej do Bangkoku.  Linia lotnicza była zobowiązana do wznowienia lotów krajowych do października 2014 r., Zgodnie z umową z rządem Bhutanu.  Po zakończeniu umowy leasingu z załogą Tashi Air nabył w dniu 1 maja 2014 r. samolot Airbus A319 mogący pomieścić 122 pasażerów  Otrzymał drugiego Airbusa A319 w dniu 30 lipca 2014 r.

## Miejsca docelowe
Od May 2023. Bhutan Airlines obsługuje następujące miejsca docelowe:
| Kraj      | Miasto   | Lotnisko                                                | Notatki  | ref   |
| --------- | -------- | ------------------------------------------------------- | -------- | ----- |
| Bhutan    | Paro     | Lotnisko Paro                                           | Hub      |       |
| Indie     | Delhi    | Międzynarodowe lotnisko Indiry Gandhi                   |          | [ 8 ] |
| Indie     | Gaja     | port lotniczy Gaja                                      | Sezonowy |       |
| Indie     | Kalkuta  | Międzynarodowy port lotniczy Netaji Subhas Chandra Bose |          |       |
| Nepal     | Katmandu | Międzynarodowe lotnisko Tribhuvan                       |          |       |
| Tajlandia | Bangkok  | Lotnisko Suvarnabhumi                                   |          |       |

Linia lotnicza czekała na zezwolenie w 2015 roku na obsługę lotów na lotnisko Bagdogra w Indiach. Miał również nadzieję rozpocząć działalność z Durgapur, po podpisaniu protokołu ustaleń między Tashi Air i BAPL Durgapur w styczniu 2016 r.  Inne planowane miejsca docelowe to Dhaka, Singapur, Dubaj i Hongkong. 

## Flota

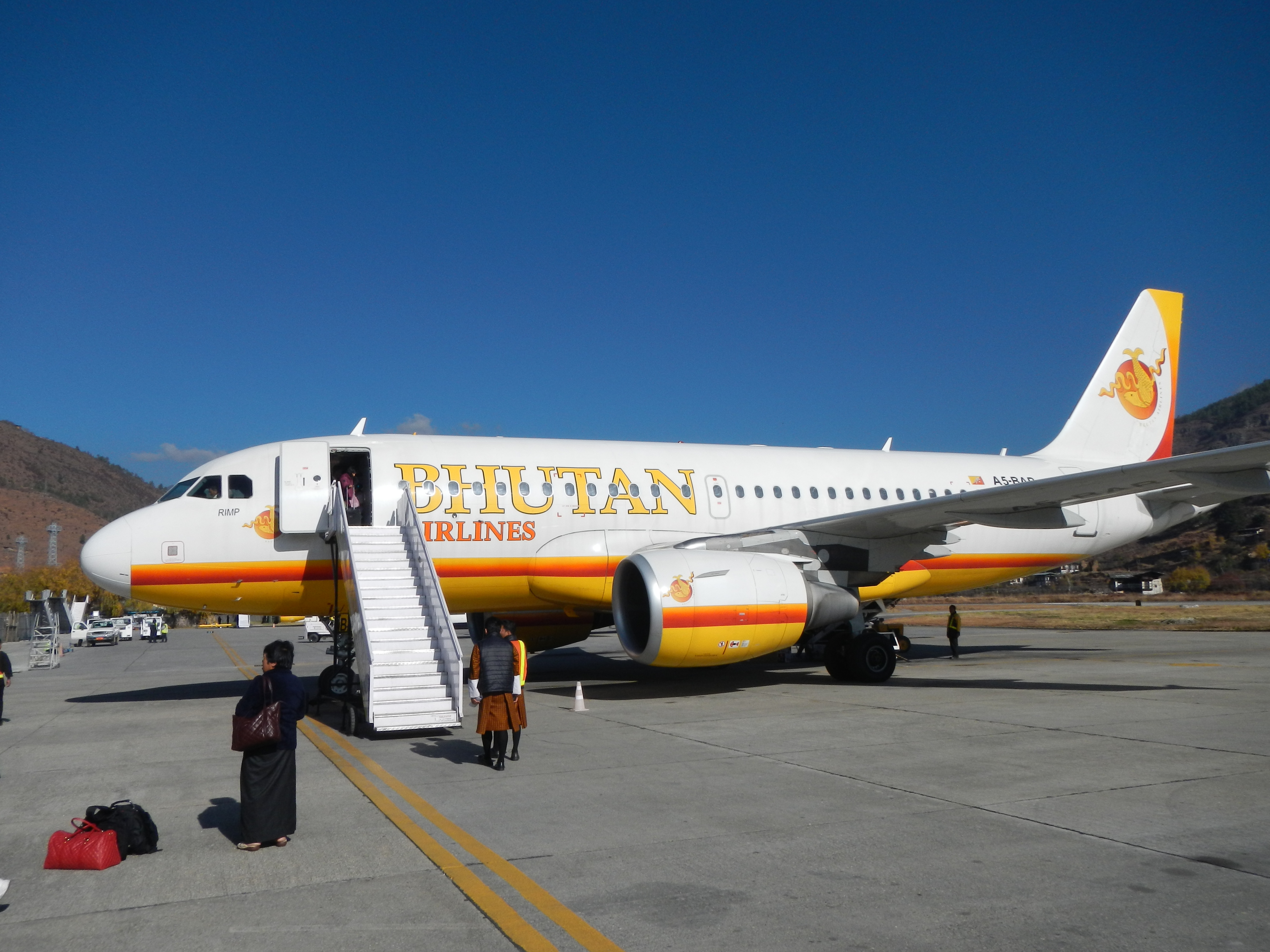
Bhutan Airlines Airbus A319-100